# Волиця (річка)
Волиця, Волійця (пол. Wolica) — гірська річка в Україні, у Косівському районі Івано-Франківської області, на Гуцульщині. Ліва притока Черемошу, (басейн Дунаю).

## Опис
Довжина річки 21 км, похил річки 15 м/км, площа басейну водозбору 62,1 км². Річка тече у гірському масиві Покутсько-Буковинських Карпатах (зовнішня смуга Українських Карпат).

## Розташування
Річка утворена з 3 гірських потоків, які беруть початок з-під хребта Хоменського (879 м), гір Палтина (614 м) та Михалківа (815 м) у листяному та мішаному лісах. Тече переважно на північний схід через Черганівку, Кобаки, Рибне і на висоті 265 м над рівнем моря впадає у річку Черемош, праву притоку Пруту. 
Населені пункти вздовж берегової смуги: Смодна. 
Притоки: Цуханів, гірські потоки.

## Цікавий факт
- У XIX столітті понад річкою стояло багато фігурних хрестів[1].
- У селі Кобаки річку перетинає автошлях Т 0904[5].
- На безіменних притоках в с. Черганівка (присілок Волійці) розташовані водоспади: Волійці (5 м) та Волійці нижній (3 м).